# New York Breakers
New York Breakers est une équipe de nageurs professionnels basée à New York, aux États-Unis, et qui participe à l'International Swimming League depuis sa création en 2019.